# Cantón de Saint-Amand-en-Puisaye
El cantón de Saint-Amand-en-Puisaye era una división administrativa francesa, que estaba situada en el departamento de Nièvre y la región de Borgoña.

## Composición
El cantón estaba formado por seis comunas:
- Arquian
- Bitry
- Bouhy
- Dampierre-sous-Bouhy
- Saint-Amand-en-Puisaye
- Saint-Vérain

## Supresión del cantón de Saint-Amand-en-Puisaye
En aplicación del Decreto n.º 2014-184 de 18 de febrero de 2014, el cantón de Saint-Amand-en-Puisaye fue suprimido el 22 de marzo de 2015 y sus 6 comunas pasaron a formar parte del nuevo cantón de Pouilly-sur-Loire.